# Ronny (Film)
Ronny ist eine deutsche Filmkomödie mit viel Musik von Reinhold Schünzel aus dem Jahre 1931 mit Käthe von Nagy in der Titelrolle und Willy Fritsch in der männlichen Hauptrolle. 

## Handlung
Die junge Ronny arbeitet als talentierte Kostümzeichnerin und erhofft sich eines Tages die große Karriere. Gelegenheit dafür bietet ihr neuester Auftrag, denn Ronny soll die Kostüme für eine Bühnenoperette entwerfen. Die wurde von einem gewissen Fürst von Perusa eigenhändig komponiert und hat daher allerhöchste Priorität. Der Auftrag eilt derart, dass sich Ronny sogleich höchstselbst mit dem Zug nach Perusa begibt, um ihre Entwürfe persönlich abzugeben. Zu jener Zeit wird auch eine hübsche Sängerin erwartet, die von den Ministern dem Landesfürsten zugeführt werden soll, um den Monarchen bei Laune zu halten. Auf dem Weg ins Hotel treffen der Fürst und Ronny aufeinander. Prompt kommt es zu einer Verwechslung, und der Monarch ist entzückt von der jungen Dame, die er für die angekündigte Chanteuse hält, die aber in Wahrheit ihre Ankunft bereits abgesagt hat. Der Theaterdirektor des Fürstentums ist zwar von Ronnys Kostümen begeistert, fürchtet aber zugleich um sein Schicksal, sollte die erwartete Sängerin ausbleiben. Und so bittet der Intendant des Hoftheaters das junge Fräulein händeringend darum, gegenüber dem Fürsten die kleine Charade mitzuspielen und sich als angekündigte Sängerin auszugeben.
Ronny muss all ihr Gesangstalent zusammenkratzen, um im fürstlichen Stück mit ihrer Stimme reüssieren zu können. Da sie die Kostüme genäht hat, weiß Ronny auch genau, worum es in der Operette geht und wird keine allzu großen Textschwierigkeiten bekommen. Der Fürst selbst will sein eigenes Werk dirigieren und ist von Mal zu Mal immer begeisterter von der „Sängerin“. Die Premiere wird ein großer Erfolg, und nun verlangen die Herren Minister von Ronny auch noch vollen Körpereinsatz gegenüber dem Fürsten. Zu diesem Zweck wird sie ins fürstliche Liebesnest, nach Schloss Monbijou, geleitet. Als sie durchschaut was die hohen Herren der Regierung von ihr erwarten, ist sie schockiert … ebenso wie der Fürst, der nun glaubt, sein Schwarm sei eines dieser Mädchen, die sich für Geld kaufen lassen, um eine Liebesnacht mit ihm zu verbringen. Wütend sagt Ronny dem Monarchen ihre Meinung und verlässt das Schloss in Richtung Bahnhof, um das Land schnellstmöglich zu verlassen. Der Fürst aber ist froh, dass er sich in Ronnys Charakter so sehr geirrt hat und fährt eigenhändig mit dem Auto nach. Dann erklärt er sich Ronny gegenüber, und beide fallen einander in die Arme.

## Produktionsnotizen
Ronny entstand zwischen dem 7. September und dem 18. November 1931 in den UFA-Ateliers in Neubabelsberg und wurde am 22. Dezember 1931 in Berlins Gloria-Palast uraufgeführt. Die Wiener Premiere fand einen Tag später statt.
Günther Stapenhorst übernahm die Produktionsleitung, Werner Schlichting und Benno von Arent entwarfen die Filmbauten. Erich von Neusser war Aufnahmeleiter. Hermann Fritzsching zeichnete für den Ton und Heinz Lingen für die Choreografie der Tänze verantwortlich. Werner Krien war Fritz Arno Wagners Kameraassistent.
Ali Ghito gab hier mit einer winzigen Rolle ihr Filmdebüt.
Von diesem Film wurde zeitgleich auch eine französischsprachige Fassung gleichen Titels gedreht. Käthe von Nagy wiederholte als einzige der deutschsprachigen Darstellern hier ihre Rolle. Roger Le Bon war Schünzels (des Französischen mächtiger) Co-Regisseur.

## Musik
Folgende Musiktitel wurden gespielt:
- Achtung, kleiner Soldat!
- Du bist das Liebste!
- Es ist besser so…
- Oft hab’ ich vom Glück geträumt
- Perusa-Marsch
- Wenn die Garde aufmarschiert
- Rutsch’ mit mir
- Wenn bloß schon morgen wieder Sonntag wär’

Die Texte verfassten Rudolf Schanzer und Ernst Welisch zu der Musik von Emmerich Kálmán. Franz Grothe übernahm die musikalische Leitung. Es spielte das Orchester unter der Leitung von Marek Weber.
Diese Lieder erschienen im Musikverlag Ufaton-Verlags GmbH Berlin.

## Kritiken
In Wiens Neue Freie Presse hieß es, „Ronny“ sei „in Musik gebettet, die Bilder ziehen wie am laufenden rhythmischen Band vorüber, und die Gesangsnummern sind keine aufgeklebten Einlagen, sondern die natürliche Steigerung der jeweiligen Stimmung und Situation. Ein Stil, der ebenso das Verdienst Kalmans wie des musikalischen Leiters Franz Grothe ist und den Reinhold Schünzel zu scharmanter Wirkung bringt. Dieser Tonfilm ist seine beste bisherige Leistung. Voll netter und aparter Regieeinfälle in Bild und Ton, reizende Bauten, vollendete Photographie, alles schwerelos, graziös, und manches erinnert direkt an die besten Lubitsch-Filme.“
Die Österreichische Film-Zeitung konstatierte, die Tonfilmoperette sei „überaus amüsant“ und verfüge über „leichtbeschwingte Musik.“
In CineGraph hieß es zu Schünzels Komödien der frühen Tonfilmjahre: “Ab 1931 inszeniert er vor allem bei der UFA eine Reihe von Komödien, die sich durch ihre ironische Haltung und durch musikalischen Schwung auszeichnen. Ihre Stars sind Renate Müller … und Käthe von Nagy (RONNY, 1931; DAS SCHÖNE ABENTEUER, 1932; DIE TÖCHTER IHRER EXZELLENZ, 1934).”